# 585 (ювелирная сеть)
«585*Золотой» — российская франчайзинговая розничная ювелирная сеть.

## История

### Ранняя история
Деятельность ювелирной сети «585» началась в Санкт-Петербурге в 2000 году.
В 2006 году в учредительский состав компании вошли Алексей Феликсов и Антон Петров.
На конец 2007 года сеть действовала в 130 городах России. По данным журнала «Секрет фирмы», в 2006—2007 годах сеть магазинов выросла с 40 до 425 торговых точек.
По данным газеты «Коммерсантъ», в 2010 году «585» являлось крупнейшей ювелирной сетью России.

### Разделение сети
В конце 2010 года сеть была разделена по региональному принципу. После разделения в ведении Александра Смирнова осталось 204 магазина, расположенных в Северо-Западном регионе, Поволжье, на Урале и в Москве. Ещё 169 торговых точек, работающих в Центральном регионе, Сибири, на Юге России и в Москве получили Антон Петров и Алексей Феликсов. При этом магазины имели единый бренд «585». Права на марку были переданы новому юридическому лицу — «585». Участие в нём бывшие партнёры принимали в соответствии с теми долями, на которые был разделён бизнес. Сеть Александра Смирнова получила название «585Gold», компания Антона Петрова и Алексея Феликсова стала развивать бренд «585*Золотой».
В 2022—2023 году компания выступала партнёром и спонсором инклюзивных проектов «Простые вещи» и «Антон тут рядом». За социальные и благотворительные проекты, а также за развитие премиального формата была отмечена премией Международной ювелирной академии IJA AWARDS.
В конце 2019 года — начале 2020 года сеть открыла свой 1000-й магазин в подмосковном городе Пушкино. В январе 2022 года открыла первый в России ювелирный гипермаркет — магазин расположен в ТРЦ Columbus в Москве, его площадь составляет 1100 кв метров, ассортимент насчитывает 60 000 ювелирных изделий. На середину 2023 года сеть насчитывает более 1000 розничных магазинов в более чем 400 городах России. Через франчайзи 585 работает в Казахстане и Молдове.
В 2022 и 2023 годах сеть была отмечена народной премией «Лучший магазин года».
В 2022 году было запущено мобильное приложение компании, в 2023 году накопительным итогом за год количество скачиваний увеличилось на 8,2 млн установок. В феврале 2024 года сеть выпустила первый в России «ювелирный подкаст».